# Los Ronisch
Los Ronisch es un grupo boliviano de cumbia. Son originarios de Cochabamba y son uno de los conjuntos de cumbia más  populares. Crearon un nuevo género musical conocido como cumbia sureña al fusionar ritmos de cumbia, huaynos bolivianos y sonidos electrónicos. La prensa ha llamado a esta banda "los taquilleros de Sudamérica" debido a su amplia popularidad en Bolivia, Chile, Perú, Argentina, Ecuador y otros países.

## Composición de la banda
La banda está compuesta por seis hermanos:
- Primera voz: Walter Rodríguez
- Teclados: Renán Rodríguez
- Primera Guitarra: Remberto Rodríguez
- Graves: Héctor Rodríguez (Director)
- Batería: Norberto Rodríguez
- Dechado y Ritmos: Fernando Rodríguez

Los conciertos en vivo incluyen un animador, Germán Zambrana fue uno de ellos durante finales de la década de 1990.

## Historia
Los Ronisch, nombrados así por el  viejo piano alemán de propiedad familiar marca  Rönisch , empezó a tocar a finales de la década de 1980, centrando más en un tipo de Rock similar al de la nueva ola, con influencias de música disco, música electrónica, y pop.  Uno de sus primeros éxitos, Isabel, es ya un clásico de música de pop en Bolivia. Este tipo de música considerada como "disco" en Bolivia.  
Hacia finales de la década de 1990 la banda se convirtió en un éxito  popular; aun así, cambiaron el estilo de su música por Cumbia (Los Ronisch tocaban Cumbia y Huayno regularmente desde sus inicios a finales de la década de 1980).  Este cambio a un sonido más electrónico, confiando más fuertemente en los teclados y el sampler como backbone, hicieron que algunas personas en Perú relacionen el estilo de la banda con la Tecnocumbia.  Este cambio puede ser oído en el álbum "Regresa"  de 1999.

## Popularidad regional
La popularidad de la banda  aumentó exponencialmente con en lanzamiento de "Regresa" y los sencillos: "Amigos Traigan Cerveza" y "Prefiero Estar Lejos", permitiendo que la banda realice presentaciones en numerosas ciudades de América Del Sur, EE. UU. y Europa (España).
Durante el siglo XXI la banda realizado presentaciones en eventos sociales y comerciales  en Bolivia Colombia y Perú

## Influencia cultural y poca visibilidad en esferas de la "alta cultura"
El Director de Discos Cóndor, empresa discográfica con importantes artistas populares de la región en su lista: Higinio Mamani, afirma que de los conjuntos que grabaron con su sello discográfico Los Ronisch fueron los primeros en interpretar composiciones propias en letra y música.
La cumbia en los países de la región como la cumbia argentina, cumbia chilena y cumbia peruana reconocen la influencia de la banda que realizó giras exitosas por todos esos países en su momento de mayor éxito. 

La banda punk paceña Los Tuberculosos realizó un cover de su canción Soledad, con respecto a su propia aproximación a Los Ronisch y  la ausencia del reconocimiento de la influencia y la categorización del grupo en estilos como el rock, los músicos afirman: 
Fue un descubrimiento intuitivo y un tanto arriesgado, ya que sabíamos que un sector iba a mofarse de ello... Eso es lo de menos, es su racismo mezclado con soberbia, el no reconocer a Los Ronisch ni ésas bandas es reflejo de profunda discriminación por parte de la sociedad en general y de la música (en especial académica) en particular. El que no estén considerados dentro de la historia del rock, por ejemplo, es un vacío inexplicable. Hasta vergonzoso.

## Discografía (parcial)
- Isabel - Soledad -Un Sueño Hecho Realidad - 1989 (vol1)
- Princesa,  1990 (vol2)
- Digas lo que digas,1991 (vol 3)
- La plaza, 1992
- Dime dime
- Te quiero (vol 6)
- Promesas cuando ya no me quieras
- Traicionera
- Quisiera yo decirte
- Época de oro, 1998
- Regresa, 1999
- Destrozas Mi Corazón, 2001
- Siempre Imitados, Nunca Igualados, 2004
- Corazones Rotos , 2008
- Nunca te olvidaré, 2017
- Buscaré otro querer
- Mi destino.